# بخش مرکزی شهرستان ارومیه

بخش مرکزی شهرستان ارومیه یکی از بخش‌های تابعه شهرستان ارومیه در استان آذربایجان غربی در شمال غربی ایران است.

## جمعیت
بنابر سرشماری مرکز آمار ایران در سال ۱۳۹۵، جمعیت بخش برابر با ۸۷۹٬۷۰۹ نفر (۲۶۴٬۷۶۰ خانوار) بوده‌است. 